# Dejan Blaževski
Dejan Blaževski (in macedone Дејан Блажевски?; Skopje, 6 dicembre 1985) è un ex calciatore macedone, di ruolo attaccante.

## Carriera

### Club
Il 1º luglio 2018 viene acquistato a titolo definitivo dalla squadra albanese del Tirana.